# 新小岩駅前米軍機墜落事故
新小岩駅前米軍機墜落事故（しんこいわえきまえべいぐんきついらくじこ）とは、1956年（昭和31年）2月3日、東京都葛飾区の日本国有鉄道（国鉄）総武本線新小岩駅のすぐ近くに在日米軍のFJ-2戦闘機が墜落した事故である。

## 事故の概要
1956年（昭和31年）2月3日、神奈川県の厚木基地を3機のFJ-2フューリー戦闘機が離陸した。3機は離陸後に神奈川県東部や東京都の都市部など、建物が密集する地域の上空において飛行訓練を始めた。当時、日本政府と在日米軍の間の取り決めでは、日本の都市部の上空で米軍機の飛行訓練をすることは禁止されており、また単に都市部上空を飛行して通過する場合でも、最低地上高度300メートル以上を保つことや、激しい騒音が出ない程度の速度を保つなど、様々な決まりがあったが、当該事故機を含む3機の在日米軍の戦闘機はそれらの規則を無視して、ビルや住宅の密集する神奈川県および東京都の都市部上空において飛行訓練を実施していた。
そして飛行訓練中の11時頃、3機のうち1機が高度3万フィート (≒10km)の上空で急旋回中に突如エンジンが故障した。旋回中で機体を傾けていた最中に推力を失ったため、そのまま機首を下に向けてきりもみ状態となって落下していき、11時3分頃に葛飾区下小松町719番地の民家密集地帯に墜落し、爆発炎上した。
墜落現場は新小岩駅の北口より約100メートルほどの商店が立ち並ぶ繁華街で、商店街の目抜き通りから東へ少ししか離れていない場所だったため、もし墜落地点があと西の方へ少しずれていた場合、何十人もの死者が出るところであった。実際、この場所は昼間は買い物客など人が多いため、墜落直後はそれらの人達が野次馬となって大勢押しかけ、一時現場は騒然となった。
この事故で墜落地点近くの民家に住む53歳の女性が右足を骨折し、28歳の女性とその1歳の息子がそれぞれ顔や腕などに火傷を負った。また、消火活動に駆けつけた39歳の男性も足に火傷を負い、飛び散った破片で軽傷を負った者もいた。これらの負傷者の多くは、墜落現場の近くにある松永病院等へ搬送された。
墜落事故の報を受け、本田消防署と向島消防署から化学消防車2台が出動した。そして燃え盛るジェット燃料の消火に、化学消防車に搭載されていた消火剤（ホーマイト液）を使って消火活動を行ったが、積載されている消火剤を全て使い切ってもなお火災は鎮火せず、墜落地点よりかなり遠い王子消防署からも1台の化学消防車が応援に出動して消火にあたるほど、火の勢いは強かった。また、それ以外の普通の消防車も多数現場に駆けつけ、付近に類焼した場合に備えて警戒にあたるなどした。
これら日本の消防による懸命な努力で、火災は民家5棟計50坪が焼ける被害は出たものの、11時52分頃にはようやく鎮火した。しかし、墜落機から漏れ出た燃料の一部が近くの下水道に流れ込むなどしたため、付近一帯はいつまた火災が発生してもおかしくない状況となっていた。そのため、警察や消防の車が走り回って付近の住民に対して火気厳禁を伝えるなど現場の規制は続き、付近一帯は夕方近くまで混乱を極めた。
火災鎮火から2時間以上も経った14時頃になって、ようやく羽田空港の米軍工作隊が墜落現場に到着した。この米軍工作隊は二次災害を食い止めるため、ジェット燃料が流れ込んだ下水道内に消火剤を撒くなどした。
火災の心配がなくなった15時頃から、日本の警察と厚木基地の海兵隊による合同の現場検証が始まった。そして16時頃になって、墜落地点の地面にめり込んでいた機体の残骸の中から肉片が見つかり、これにより事故機のパイロットの死亡が確認された。

## その他
- 日本の警察やマスコミは、在日米軍に対してこの事故機を操縦していたパイロットの氏名について公表するように求めたが、米軍側は「本国にいる遺族に事故死の連絡を済ませてからでないと氏名の公表はできない」として、事故機パイロットの氏名を当初公表しなかった。
- 1956 (昭和31)年2月4日付の読売新聞によれば、日本国内で墜落した在日米軍機はこの3年間で48機にも及ぶと記載されている。
- このあまりにも米軍機の事故が多い理由について、調達庁は「現在の在日米軍機はプロベラ機からジェット機への過渡期にあり、既存の飛行場の多くはプロベラ機用で滑走路が短い、そのために特に着陸時の事故が多い」と説明している。
- 墜落現場の葛飾区下小松町は現在の葛飾区東新小岩2あたりで、当時の新聞に記載されている被災者住宅のうち1軒は、現在でも同じ場所で同じ名前のアパートになっている（当時の建物のままかは不明）。